# Wolfsberg im Schwarzautal
Wolfsberg im Schwarzautal là một đô thị thuộc huyện Leibnitz trong bang Steiermark, nước Áo. Đô thị Wolfsberg im Schwarzautal có diện tích 10,5 km², dân số cuối năm 2005 là 304 người.